# Colensói csata
A colensói csatát a második búr háború elején, 1899. december 15-én vívta Colenso városnál brit csapatok (Redvers Buller parancsnoksága alatt) valamint két búr állam, a Transvaal Köztársaság és a Oranje Szabadállam csapatai (Louis Botha tábornok vezetésével).

## Előzmények
Október 1-jén a britek hadat üzentek a búroknak, ami nagy visszhangot váltott ki világszerte. Az európai országok döntő része a búrok pártján állt és folyamatosan ostorozták a támadásért az Egyesült Királyságot. A britek többszörös túlerőben voltak, így a búroknak nem sok esélyük volt ellenük.

## Az előkészületek és a csata

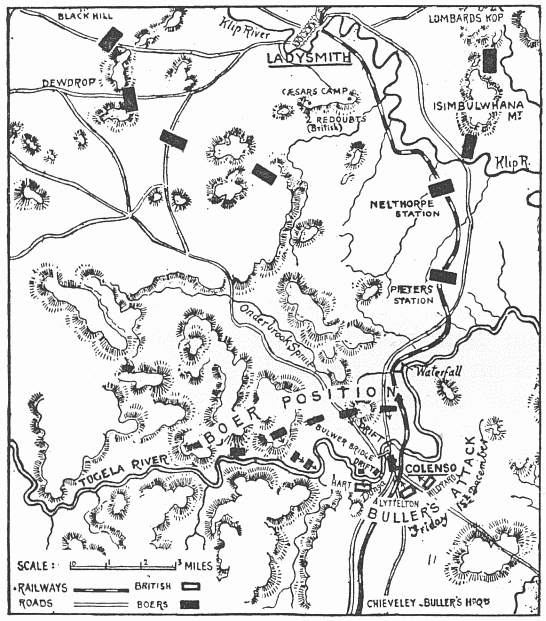
A Colensoi csata térképe

Redvers Buller 18 000 emberrel december elején indult el Natal tartományból, az ország belsejébe, a búrok ellen. A búrok, mivel sokkal kevesebb harcra fogható emberük volt, cselhez folyamodtak, és kihasználták a terepválasztás előnyét. Colensó közelében a Tugela folyónál ásták be magukat, erődítményeket építettek és azt remekül álcázták. A britek elkövették azt a hatalmas hibát, hogy mindenféle felderítés és biztosítás nélkül meneteltek a búrok feltételezett pozíciója felé.
A csata napján az egyik dombra kisebb erőket küldtek, de mikor azok lövésire nem jött válasz azt gondolták nincs ott ellenség. A csapatban maradt ezredek lementek a folyó völgyébe és megpróbáltak átgázolni rajta. A biztos fedezékben lévő búrok ekkor nyitottak tüzet. Iszonyú vérfürdő kezdődött ekkor, a britek hullottak a folyóba aminek a végén a félelemtől fejvesztve szétfutottak, magukkal rántva az átkelésre készülő csapatokat is. A túl közel került brit lövegek nem voltak képesek rendesen manőverezi és így súlyos veszteségeket szenvedtek. Gyakorlatilag az összes tüzér és lövegkezelő meghalt vagy súlyosan megsebesült. Emiatt a hadianyag egy jelentős része a búrok kezébe került. A messzebb állomásozó angol katonák a csapdába szorult ezredeknek ugyan segítséget nyújtottak, de rövid harc után azok is visszavonultak. Délelőtt tizenegy órára már véget is ért a csata. A britek vesztesége több mint 1300 főre rúgott a foglyokkal együtt (Frederick Roberts angol tábornok fia is elesett a csatában). A búrok ezzel szemben csekély veszteséget szenvedtek, körülbelül 51 halottat és sebesültet.

## Következmények
Redvers Buller főparancsnoki helyzete megingott, de az egy hónappal később bekövetkezett Spion Kop-i csata idején elszenvedett hatalmas vereség miatt már komolyabb fenyegetéseket kapott. Ezek miatt kénytelen volt lemondani és helyére Herbert Kitchener, egy rátermett és magabiztos tábornok került aki végül lassan, de legyőzte a búrokat.

## Kpacsolódó szócikkek
- Második búr háború
- Első búr háború